# ماريا ثاير
ماريا كريستينا ثاير (بالإنجليزية: Maria Thayer)‏ هي ممثلة كوميديا أمريكية. ولدت في 30 أكتوبر 1975 في بورتلاند، أوريغون، الولايات المتحدة. حصلت على تقدير عام لأول مرة لتجسيدها «تاممي ليتلينوت» في المسلسل الثقافي "الغرباء مع الحلوى [الإنجليزية]" عام 1999.

## روابط خارجية
- ماريا ثاير على موقع IMDb (الإنجليزية)
- ماريا ثاير على موقع ألو سيني (الفرنسية)
- ماريا ثاير على موقع أول موفي (الإنجليزية)
- ماريا ثاير على موقع قاعدة بيانات الأفلام السويدية (السويدية)
- ماريا ثاير على موقع إن إن دي بي (الإنجليزية)
- ماريا ثاير على موقع قاعدة بيانات الفيلم (الإنجليزية)
- ماريا ثاير على موقع كينوبويسك (الروسية)